# Amfiteater v Draču
Amfiteater v Draču (albansko Amfiteatri i Durrësit; latinsko Amphitheatrum Dyrrhachinum) je rimski amfiteater v središču mesta Drač v Albaniji. Gradnja se je začela pod cesarjem Trajanom v 2. stoletju našega štetja, dvakrat pa so ga uničili potresi v 6. in 10. stoletju.  Je največji amfiteater, ki je bil kdaj zgrajen na Balkanskem polotoku, z zmogljivostjo 20.000 ljudi.
Amfiteater je uvrščen na predhodni seznam Albanije Unescov seznam svetovne dediščine. Odkrili so ga konec leta 1966 in je postal priljubljena turistična atrakcija.

## Zgodovina
Amfiteater je bil zgrajen v začetku 2. stoletja našega štetja. Za predstave so ga uporabljali vse do 4. stoletja. Potres v letih 345 / 346 je verjetno poškodoval spomenik in zaprl ludii gladiatorii. V drugi polovici 4. stoletja je bila na amfiteatru zgrajena zgodnjekrščanska kapela. Kapela je bila sprva okrašena s freskami; v 6. stoletju so dodali mozaike. V 13. stoletju je bila zgrajena srednjeveška kapela, prav tako okrašena s freskami. Amfiteater je bil prekrit v 16. stoletju, po osmanski okupaciji, ko so v bližini zgradili zid. Marin Barleti je spomenik opisal kot »dobro zgrajen«.
Približno tretjino najdišča je v 1960-ih odkril in izkopal Vangjel Toci; ostalo je v 80. letih izkopala Lida Miraj. Po izkopavanju je amfiteater počasi propadal, saj pred letom 2000 niso bili izvedeni nobeni konzervatorski ukrepi, gradnja okoli najdišča pa se je nadaljevala. Leta 2004 je Univerza v Parmi začela obnovitvena dela, da bi rešila spomenik.

## Najdišče
Amfiteater ima eliptično obliko z osema 132,4 metra in 113,2 metra. Arena meri 61,4 metra krat 42,2 metra in je visoka 20 metrov. Zgrajena je na pobočju hriba, v notranjosti amfiteatra pa so stopnišča in galerije na različnih nivojih. Ohranjena je kapela z mozaiki.
Najdišče trenutno deluje kot muzej.

## Ogroženost
Amfiteater je z vseh strani obdan z mestom Drač, del same arene pa je bil nadgrajen s sodobnimi stanovanji. Tako razvojni pritiski ogrožajo dolgoročno ohranitev najdišča. Občina Drač zdaj namerava odstraniti hiše.
Amfiteater ima resne strukturne pomanjkljivosti, njegovi mozaiki in slike pa počasi propadajo.
Leta 2013 je bil amfiteater skupaj s trinajstimi drugimi lokacijami v ožjem izboru Europa Nostre kot eno najbolj ogroženih območij kulturne dediščine v Evropi.[4]
- Panorama amfiteatra v Draču